# 弘前市立豊田小学校
弘前市立豊田小学校（ひろさきしりつ とよだしょうがっこう）は、青森県弘前市大字豊田一丁目にある公立小学校。

## 沿革
- 1876年（明治9年）9月9日 - 外崎小学として創立。当時の所在地は、中津軽郡外崎村字村元237番地
- 1882年（明治15年）1月 - 外崎小学校と改称。
- 1887年（明治20年）5月 - 外崎簡易小学校と改称。
- 1892年（明治25年）4月 - 外崎尋常小学校と改称。
- 1897年（明治30年）7月 - 豊田村大字小比内字橋本22番地に校舎を新築し、移転。
- 1909年（明治42年）4月 - 校舎増築（4教室）。
- 1924年（大正13年） - 校歌制定。
- 1930年（昭和5年）8月 - 体操場新築。
- 1941年（昭和16年）4月1日 - 国民学校令により、外崎国民学校に改称。
- 1947年（昭和22年）
  - 4月1日 - 学校教育法（旧法）施行により、同日をもって、豊田村内にある外崎・新里・福村の3国民学校を統合し、豊田村立豊田小学校を設立。旧新里・福村の両国民学校は、本校の分校になる。
  - 9月 - 福村分校を分離し、福村小学校として独立。
- 1948年（昭和23年）
  - 4月 - 新里分校を、福村小学校に統合。
  - 5月 - 校章制定。
- 1955年（昭和30年）3月1日 - 合併により弘前市立豊田小学校に改称。
- 1956年（昭和31年）9月 - 創立八十周年記念式典挙行。校旗樹立。
- 1961年（昭和36年）4月1日 - 大字小比内字橋本19番地に地番変更。
- 1968年（昭和43年）9月 - 校舎改築（鉄筋コンクリート2階建）工事着工。
- 1969年（昭和44年）
  - 3月31日 - 新校舎落成。
  - 12月 - 屋内運動場完成。
- 1971年（昭和46年）8月 - 学校プール完成。
- 1974年（昭和49年）8月 - 校舎増築（鉄筋コンクリート2階建）工事着工。
- 1975年（昭和50年）5月 - 校舎増築工事完成。
- 1994年（平成6年） - 校舎（一部）建築[1]。
- 1996年（平成8年） - 新体育館建築[1]。

## 周辺
- 学校の北側を腰巻川が流れ、豊田児童センターがあり、南東に弘前運動公園がある。
- サンライフ弘前

## 学区
- 小比内(字狐森を除く)、高田、新里(字西里見)、川先全域、小比内1～4丁目、小比内5丁目の一部、豊田1～3丁目、城東1丁目の一部、城東2～5丁目、外崎全域、高田1・5丁目
  - 交通の面で豊田学区は発達している学区のひとつだが、登下校時は児童たちにとっては安全面で問題があり、今後解決すべき課題のひとつである。

## 交通
- 弘南バス 「豊田小学校前」停留所下車
  - 小比内経由　弘前駅 - さくら野弘前店線。
- 弘南鉄道弘南線 「運動公園前駅」下車